# Absolute Soul
「Absolute Soul」（アブソリュート・ソウル）は、鈴木このみの楽曲。坂井竜二が作詞、若林充が作曲を手掛けた。鈴木の8枚目のシングルとして2015年2月18日にメディアファクトリーから発売された。

## 音楽性
本曲は、テレビアニメ『アブソリュート・デュオ』のオープニングテーマに起用された。
パワフルでインパクトの強いメロディになっているが、鈴木が過去に歌ったバトルソングと違い本作では「絆」や「希望」も歌っているため、結果的に感動する曲に仕上がっているという。歌詞は冒頭からネガティブなフレーズが登場するが、鈴木自身は明るく歌うことを考えていたという。
歌う際は作中で主人公の透流とヒロインのユリエが絆で結ばれていたように鈴木自身もファンとの絆を深めることをイメージしたことを明かしている。そのためライブでメインとサブのパートをそれぞれ鈴木と観客が歌うことも検討しているという。ちなみに各パートはデュエット曲であることを反映するためマイクをその都度変えている。
同アニメがデュオをテーマとした作品であることから、PVは赤と黒の服を着た鈴木が交互に現れる内容になっている。

## シングルリリース
2015年2月18日にメディアファクトリーから発売された。鈴木のシングルとしては前作「銀閃の風」から約3か月ぶりのリリースとなる。
販売形態は初回限定盤-blade-（ZMCZ-9897）と通常盤-shield-（ZMCZ-9898）の2種リリースで、初回限定盤には本曲のPVとメイキングを収録したDVDが同梱されている。
2曲目は「Absolute Soul」のリアレンジバージョンであり、奥井雅美とのデュエット曲。初回限定盤 -blade-と通常盤 -shield-ではそれぞれ二人の歌唱パートが入れ替わっている。リアレンジになったことについては原曲を聴いた奥井がキーがあまりにも高いのに辟易したことから彼女の要望に合わせてキーを下げたという。そのため原曲では裏声を使った部分も地声で歌い、奥井とのバトンタッチも意識したという。レコーディングの順番は当初は奥井の先行で行われる筈だったが当日体調を崩したため鈴木から先に行ったという。その際奥井は、鈴木がライブ感覚で歌う鈴木の様子を目の当たりにしたという。
3曲目「Deep red heart」は、ラスボス戦前のようなダンサンブルな曲。

## シングル収録内容

### 初回限定盤
| 全作曲: 若林充。 |                                                    |           |            |          |      |
| #                | タイトル                                           | 作詞      | 作曲・編曲 | 編曲     | 時間 |
| 1.               | 「Absolute Soul」                                  | 坂井竜二  | 若林充     | 村井大   | 4:44 |
| 2.               | 「Absolute Soul-blade-」(歌：鈴木このみ、奥井雅美) | 坂井竜二  | 若林充     | 城戸紘志 | 4:27 |
| 3.               | 「Deep red heart」                                 | 深青結希  | 若林充     | 若林充   | 4:34 |
| 4.               | 「Absolute Soul」(instrumental)                    |           | 若林充     |          | 4:45 |
| 5.               | 「Absolute Soul-blade-」(instrumental)             |           | 若林充     |          | 4:28 |
| 6.               | 「Deep red heart」(instrumental)                   |           | 若林充     |          | 4:34 |
| 合計時間:        | 合計時間:                                          | 合計時間: | 合計時間:  | 27:32    |      |

| #  | タイトル                                   | 作詞 | 作曲・編曲 |
| -- | ------------------------------------------ | ---- | ---------- |
| 1. | 「Absolute Soul」(Music Clip（Full Size）) |      |            |
| 2. | 「Absolute Soul」(Music Clip -Maiking-)    |      |            |

### 通常盤
| #         | タイトル                                            | 作詞      | 作曲      | 編曲      | 時間  |
| --------- | --------------------------------------------------- | --------- | --------- | --------- | ----- |
| 1.        | 「Absolute Soul」                                   |           |           |           | 4:44  |
| 2.        | 「Absolute Soul-shield-」(歌：奥井雅美、鈴木このみ) | 坂井竜二  | 若林充    | 城戸紘志  | 4:27  |
| 3.        | 「Deep red heart」                                  |           |           |           | 4:34  |
| 4.        | 「Absolute Soul」(instrumental)                     |           |           |           | 4:45  |
| 5.        | 「Absolute Soul-shield-」(instrumental)             |           |           |           | 4:28  |
| 6.        | 「Deep red heart」(instrumental)                    |           |           |           | 4:34  |
| 合計時間: | 合計時間:                                           | 合計時間: | 合計時間: | 合計時間: | 27:32 |

## チャート
| チャート（2015年）            | 最高位 |
| ----------------------------- | ------ |
| オリコン                      | 25     |
| Billboard Japan Hot 100       | 26     |
| Billboard Japan Hot Animation | 9      |

## 収録アルバム
| 曲名                        | 収録アルバム           | 発売日       | 備考                  |
| --------------------------- | ---------------------- | ------------ | --------------------- |
| Absolute Soul               | 『lead』               | 2017年3月8日 | 3rdオリジナルアルバム |
| Absolute Soul（ALBUM Ver.） | 『18 -Colorful Gift-』 | 2015年3月4日 | 2ndオリジナルアルバム |